# 拉蒙特陨击坑
拉蒙特陨击坑(Lamont)是火星陶玛西亚区的一座撞击坑，其中心坐标位于南纬58.6度、西经113.6度，直径76公里，它的名称取自德国天文学家约翰·冯·拉蒙特。

## 另请查看
- 火星撞击坑